# Socket 775
LGA 775 (socket T, socket 775) je typ patice procesoru, další na řadě po socketu 478. Vyznačuje se inovací uchycení procesoru k patici (LGA zkratka z anglické Land Grid Array), která podle Intelu je důležitá pro vyšší nároky napájení procesoru. V této řadě už na procesoru nenajdete piny, ale kontaktní plošky. Piny se nachází tentokrát na patici. Toto řešení se příznivě projevuje i v ceně procesorů pro tuto patici.
Výrazných změn došlo i k uchycení chladičů, které jsou teď upevněny přímo k základní desce. Toto řešení má několik výhod. Při montáži lze použít menší síly a navíc použitím „boxovaných“ chladičů dochází k lepšímu chlazení i okolních součástek na základní desce (typicky napájecí obvody procesoru).
Mezi další vlastnosti patří například podpora DDR2 (také DDR3) nebo možnost použít vícejádrové procesory. Podporované frekvence sběrnice jsou 533, 800, 1066, 1333, 1600 MHz.